# Litoria humeralis
Litoria humeralis är en groddjursart som först beskrevs av George Albert Boulenger 1912.  Litoria humeralis ingår i släktet Litoria och familjen lövgrodor. IUCN kategoriserar arten globalt som livskraftig. Inga underarter finns listade i Catalogue of Life.